# U.S. Route 65
La U.S. Route 65 (US 65) est une US Route sud–nord dans le sud et le Midwest des États-Unis. Le terminus sud se trouve à l'intersection avec la US 425 à Clayton, Louisiane et le terminus nord est à la jonction avec l'I-35 au sud de l'I-90 à Albert Lea, Minnesota. Certains segments de son tracé actuel empruntent l'ancienne Jefferson Highway.

## Description du tracé
|       | mi     | km       |
| ----- | ------ | -------- |
| LA    | 100,77 | 162,17   |
| AR    | 309,58 | 498,12   |
| MO    | 313,11 | 503,91   |
| IA    | 227,07 | 365,91   |
| MN    | 15,47  | 24,89    |
| Total | 966,00 | 1 555,00 |

### Louisiane
La US 65 débute à Clayton et se dirige vers le nord en passant par Waterproof, Saint-Joseph et Newellton, dans la Paroisse des Tensas. Elle rencontre l'I-20 à Tallulah, et, environ 30 miles (48 km) au nord de cette intersection, elle atteint la frontière avec l'Arkansas.

### Arkansas

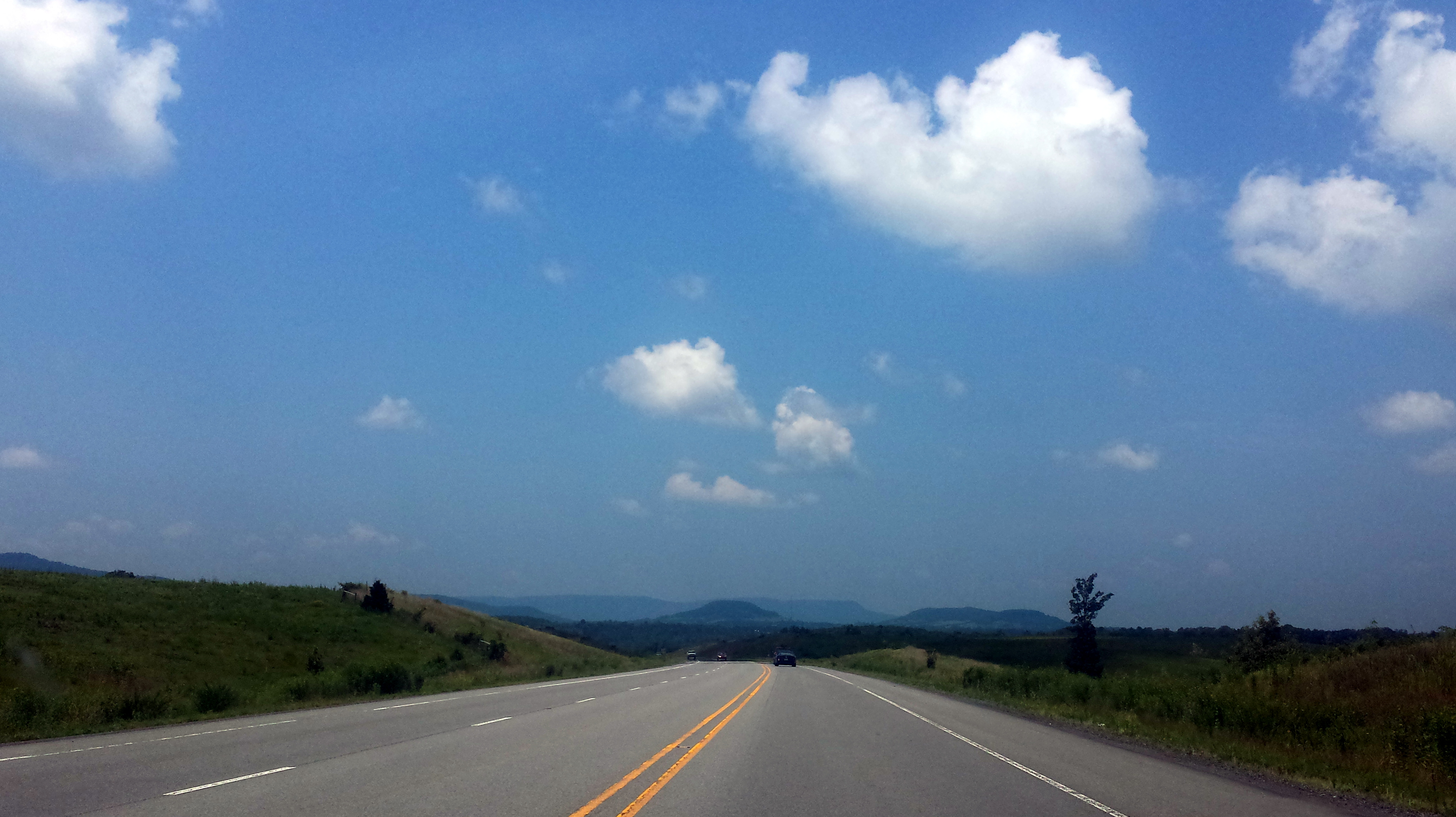
US 65 entre Leslie et Harrison

La US 65 entre dans le coin sud-est de l'Arkansas au nord de Gassoway, Louisiane. Elle se dirige vers le nord en passant par Eudora, Lake Village, McGehee et Dumas. Elle bifurque ensuite vers le nord-ouest en direction de Pine Bluff.
La route contoune la ville en multiplex avec l'I-530 sur toute la longueur de l'autoroute, jusqu'à Little Rock, au nord-ouest, en passant par White Hall, Redfield et Lakeside. Alors qu'elle arrive à Little Rock, l'I-530 prend fin à la jonction avec l'I-30 et l'I-440. La US 65 continue en multiplex avec l'I-30 jusqu'à la jonction avec l'I-40 à North Little Rock. Elle forme alors un multiplex avec l'I-40 vers le nord-ouest jusqu'à Conway, où elle quitte l'autoroute et poursuit seule vers le nord. Elle passe alors par Greenbrier, Clinton et Marshall avant de traverser la rivière Buffalo près de Tyler Bend. Au sud de Harrison, la route rejoint brièvement la US 62 / US 412 en se dirigeant vers le nord-ouest dans la ville avant de se séparer à Bear Creek Springs. Elle continue comme route rapide à quatre voies jusqu'au Missouri.

### Missouri
La US 65 entre au Missouri à Ridgedale. Elle passe ensuite par Hollister et Branson avant d'atteindre Springfield, au nord. Elle passe à l'est de la ville et continue vers le nord en traversant Fair Grove, Buffalo, Urbana, Warsaw, Lincoln, Sedalia et Marshall. À Marshall, elle bifurque vers l'ouest jusqu'à Waverly, où elle rejoint la US 24. Les deux routes forment un multiplex vers le nord jusqu'à Carrollton et la US 65 se poursuit vers le nord. Elle passe alors par Chillicothe, Trenton et Princeton avant d'atteindre la frontière avec l'Iowa au nord de Mercer. 

### Iowa
La US 65 entre en Iowa à Lineville. Elle se dirige vers le nord, rencontre la US 69 et atteint la région métropolitaine de Des Moines. Les deux routes se séparent et la US 65 forme la route de ceinture à l'est de la ville. Elle forme un très court multiplex avec l'I-80 au nord-est de Des Moines et se dirige vers le nord-est. Au nord de Mingo, elle bifurque vers le nord en étant parallèle à l'I-35. Elle traverse les villes de Collins, Colo, Hubbard, Iowa Falls, Hampton, Sheffield, Mason City et Northwood, au nord de laquelle la US 65 atteint la frontière avec le Minnesota. Sur la majeure partie de son parcours, la US 65 est une route rurale à deux voies. 

### Minnesota
La US 65 entre au Minnesota à Gordonsville. Elle traverse Glennville et atteint une première jonction avec l'I-35 au sud-est d'Albert Lea. La route entre dans la ville, traverse le centre-ville et rejoint à nouveau l'I-35, intersection qui, cette fois, constitue son terminus nord. 

## Intersections majeures
Louisiane
 US 425 / LA 15 à Clayton
 I-20 à Tallulah
 US 80 à Tallulah
Arkansas
 US 82 / US 278 au sud-est de Lake Village. La US 65 / US 82 forment un multiplex jusqu'à Lake Village. La US 65 / US 278 forment un multiplex jusqu'à McGehee.
 US 165 à Dermott. Les routes forment un multiplex jusqu'à Dumas.
 US 425 à l'est de Pine Bluff. Les routes forment un multiplex jusqu'à Pine Bluff.
 I-530 / US 63 / US 79 à Pine Bluff. L'I-530 / US 65 forment un multiplex jusqu'à Little Rock. La US 63 / US 65 / US 79 forment un multiplex dans la ville.
 US 270 à White Hall
 US 167 à East End. Les routes forment un multiplex jusqu'à North Little Rock.
 I-30 / I-440 / US 67 à Little Rock. Les routes forment un multiplex jusqu'à North Little Rock.
 US 70 à North Little Rock
 I-630 à Little Rock
 I-40 / Future I-57 à North Little Rock. L'I-40 / US 65 forment un multiplex jusqu'à Conway.
 I-430 à North Little Rock
 US 64 à Conway
 US 62 / US 412 au sud-est de Bellefonte. Les routes forment un multiplex jusqu'à Bear Creek Springs.
Missouri
 US 160 au nord-ouest de Walnut Shade
 US 60 à Springfield
 I-44 à Springfield
 US 54 à Preston
 US 50 à Sedalia
 I-70 / US 40 au sud de Marshall
 US 24 à Waverly. Les routes forment un multiplex jusqu'à Carrollton.
 US 36 à Chillicothe
 US 136 à Princeton. Les routes forment un multiplex dans la ville.
Iowa
 US 34 à Lucas. Les routes forment un multiplex dans la ville.
 US 69 au sud d'Indianola. Les routes forment un multiplex jusqu'à Des Moines.
 US 6 à l'ouest d'Altoona
 I-80 à Altoona. Les routes forment un multiplex dans la ville.
 US 6 à Altoona
 US 30 à Colo
 US 20 à l'ouest d'Owasa
 US 18 au sud de Mason City
Minnesota
 I-35 au sud-est d'Albert Lea
 I-35 à Albert Lea

## Routes auxiliaires
- US 165, route sud-nord reliant Iowa, Louisiane à North Little Rock, Arkansas